# От-Санага (департамент)
От-Санага — департамент Центрального регіону Камеруну. Департамент займає площу 11 854 км² і станом на 2001 рік мав загальну кількість населення 115 305 осіб. Адміністративний центр департаменту знаходиться в Нанга-Ебоко.

## Підрозділи
Департамент адміністративно поділений на сім комун і на села.

### Комуни
- Бібей
- Лембе-Єзум
- Мбанджок
- Мінта
- Нанга-Ебоко
- Нкотенг
- Нсем